# Nitrit
Nitrit er en kort betegnelse for salte af salpetersyrling. Det fælles for dem er, at de spaltes i metalion og nitrition ved opløsning i vand. Nitritionens kemiske formel er NO2-
Nitrit er også en funktionel gruppe i organisk kemi og har samme formel som nitro-gruppen, men binder i modsætning til nitro-gruppen med det ene oxygen.
Nitrit er giftigt for dyr og planter. I jorden føres nitrit med vandbevægelsen bort fra de øverste jordlag, og desuden kan visse bakterier omsætte ionen til luftformigt kvælstof. Derfor er nitritskader sjældne, med mindre ionen er nået ned til grundvandet. I så fald vil sårbare personer (især børn under 2 år) kunne skades af forgiftning med nitrosaminer, der er carcinogener, der dannes i tarmen.

## Nitrit somkonserveringsmiddel
I fødevareindustrien anvendes nitrit til konservering af bl.a. hamburgerryg, saltkød, pølser og andet kødpålæg. Nitrit forhindrer væksten af Clostridium botulinum, der danner toxinet, der giver botulisme (pølseforgiftning), og nitrit giver kødet en lyserød farve, som skjuler den grå tone, der opstår, når det iltes.
Danmark  har særlige regler for begrænsning af nitrit i fødevarer, regler som betyder, at fødevarer på det danske marked kun må have det nitritindhold, der er absolut nødvendigt af hensyn til konserveringen og dermed fødevaresikkerheden. Begrænsningen begrundes med, at nitrit omdannes til sundhedsskadelige nitrosaminer, der er vurderet at udgøre en væsentlig sundhedsrisiko.

## Eksterne links
- Nitrit i madvarer, Slagteren.net Arkiveret 28. juli 2013 hos  Wayback Machine

## Henvisning
1. ↑  Dansk nitrit-sejr i EU, Fødevarestyrelsen, 2010 (Webside ikke længere tilgængelig)